# Álftafjörðurvulkan
Der Álftafjörðurvulkan ist ein großer erloschener Zentralvulkan in Island. Er befindet sich im Südosten der Insel im Inneren des Fjordes Álftafjörður.
Der Vulkan war vor etwa 7 Millionen Jahren aktiv. Heute sind nur noch Überreste von ihm zu sehen. 

## Vulkanische Aktivität in Islands Ostfjorden
Man sieht in den Ostfjorden immer wieder senkrechte Berggänge und Lavakanäle, was auf das Vorhandensein und die Nähe von Zentralvulkanen hinweist. Da die Ostfjorde seit etwa 5 Millionen Jahren nicht mehr vulkanisch aktiv sind, handelt es sich um erodierte Reste von solchen Vulkanen. Die vulkanisch aktive Zone hat sich seither nach Westen bewegt. 
In der Nähe des Zentralvulkans sieht man gehäuftes Auftreten solcher Berggänge, sogenannte Gangschwärme. Man kann dies besonders gut im Osten Islands beobachten, weil in diesen Gegenden die Gletscher der Eiszeit sehr lange geschabt haben und wegen der Nähe des Vatnajökull auch besonders schwer auf dem Lande ruhten. So haben sie das Innere etlicher Zentralvulkane freilegen können.
Diese Zentralvulkane der Ostfjorde sahen zumeist ähnlich aus wie der heute aktive Zentralvulkan Krafla mit seiner großen Caldera und den Gangsystemen, die sich viele Kilometer vor allem nach Nordosten und Südwesten erstrecken. Diese senkrechten Berggänge treten zu Hunderten in der Nähe des Zentralvulkans auf und haben weitere waagrechte und senkrechte Verzweigungen ausgehend von einer Magmakammer.

## Blick ins Innere des Álftafjörðurvulkans
Auf dem Hringvegur durchquert man beim Fjord Álftafjörður das Innere des alten Zentralvulkans, am Hamarsfjörður liegt der Weg etwas nördlich davon. Die Caldera des Álftafjörðurvulkans ist heute mit Meerwasser gefüllt.

## Erosionshänge Þvottáskríður am Berg Mælifell
Der Berg Mælifell, bei dem sich die Ringstraße in beachtlicher Höhe um einen Erosionshang (isl. skriður) windet, ist ein Teil des Zentralvulkans. Der Berg Rauðaskriður am Hamarsfjörður hingegen ist eine Intrusion aus dem Spaltensystem des Vulkans.
Die Erosionshänge am Mælifell heißen Þvottáskriður und waren in früheren Zeiten wegen der Steinschlaggefahr ein echtes Verkehrshindernis. Zumal sich direkt westlich die Hvalnesskriður am Krossanesfjall anschließen, die aber zu einem anderen erodierten Zentralvulkan, dem von Lón gehören. Auch heute sind die Erosionshänge nicht ganz ungefährlich, vor allem im Winter. Darum gibt es Pläne, hier Tunnels zu bauen.

## Gründe für die Erosion
Die Hänge sind hier hauptsächlich auf Meeres- und Frosterosion zurückzuführen. Wenn der Vulkan sich ins Meer erstreckt, wie hier, greifen die Wellen das Gestein an und zermahlen es mit der Zeit. Allerdings war es so, dass sich das Land nach der Eiszeit nach einer bestimmten Zeit angehoben hat, weil die Gletscherlast von ihm gefallen war. Seither ist es mehr der Frost, der hier mit den für Südisland typischen abwechselnden Perioden von Tauwetter und Frost, Zusammenziehen und Ausdehnen von in die vielen Spalten eingedrungenem Wasser, das Gestein regelrecht zerlegt. Dies ist auch an vielen anderen Orten in Island feststellbar, etwa am Hafnarfjall im Westen des Landes.